# Рябчик шахматовидный
Ря́бчик шахматови́дный, или Рябчик ма́лый (лат. Fritillária meleagroídes) — многолетнее травянистое растение; вид рода Рябчик (Fritillaria) семейства Лилейные (Liliaceae).

## Ботаническое описание
Луковичный травянистый многолетник. Луковица до 2 см в диаметре, из двух свободных чешуй, сплюснутая, шаровидная, белая, покрыта белой плёнчатой оболочкой.
Стебель прямостоячий, 25—60 см высотой, голый, гладкий, в нижней части безлистный.
Листья очерёдные, в количестве трёх — семи, линейные, при основании полустеблеобъемлющие, 5—15 см длиной, узкие, 2—7 мм шириной, прямые или слегка изогнутые.
Цветок одиночный или нередко по два-три на верхушке стебля, поникший, 2—3,5 см длиной, на цветоножках длиннее верхнего листа. Цветонос длиннее верхнего листа. Доли околоцветника тёмно-буро-фиолетовые с неясным шахматным рисунком или крапчатые, 2—3 см длиной и 7—12 мм шириной. Столбик до 1⁄3 или 1⁄2 трёхраздельный. Цветёт в мае.
Коробочка продолговато-обратнояйцевидная, тупотрёхгранная, остроконечная, до 2 см длиной и 1 см шириной.

## Распространение и среда обитания
Евразийский вид: Европа (в том числе Восточная (Украина)), Средняя Азия (Казахстан), северо-запад Китая, основная часть ареала находится в России — в Центрально-Чернозёмном районе, на Нижнем Дону, Нижней Волге, в Калмыкии и Заволжье, на Урале, юге Западной Сибири.
Растёт на лугах на богатых, обычно хорошо увлажнённых, иногда солонцеватых почвах.
Лимитирующие факторы — узкая экологическая приуроченность к специфическим условиям засолённых почв, слабая конкурентоспособность, малочисленность и разрозненность популяций.

## Образ жизни
Цветёт в первой — второй декадах мая. Размножается семенами и дочерними луковицами.
Произрастает на влажных пойменных лугах. Предпочитает суглинистые почвы, богатые гумусом. Вид стеновалентен по пяти факторам: общему терморежиму климата (условно оптимален неморальный режим), влажности климата (условно оптимальный режим субаридный), морозности климата (условно оптимальный режим климат умеренных зим), кислотности почвы (условно оптимальный режим слабощелочных почв), режиму затенения (условно оптимальный режим промежуточный между условиями открытых до полуоткрытых пространств); эвривалентен только по фактору увлажнения почвы, по остальным факторам мезовалентен.

## Охранный статус

### В России
В России вид входит в многие Красные книги субъектов Российской Федерации: Волгоградской, Воронежской, Кемеровской, Липецкой, Новосибирской, Омской, Пензенской, Ростовской, Самарской, Саратовской, Тюменской и Ульяновской областей, а также республик Башкортостан и Татарстан, и Алтайского и Ставропольского краев. Ранее включался в Красную книгу Рязанской области. Растёт на территории Оренбургского и Хопёрского заповедников.

### На Украине
Входит в Красную книгу Украины и Донецкой, Луганской, Полтавской и Сумской областей, охраняется в биосферном заповеднике «Аскания-Нова», Луганском ПО, НПП «Святые горы», ряде заказников и памятников природы общегосударственного и местного значения.

## Хозяйственное значение и применение
Клубни содержат много крахмала, употреблялись в пищу вместо хлеба.